# Messier 94
Messier 94 sau M94 este o galaxie spirală.